# 彼得·馬西森

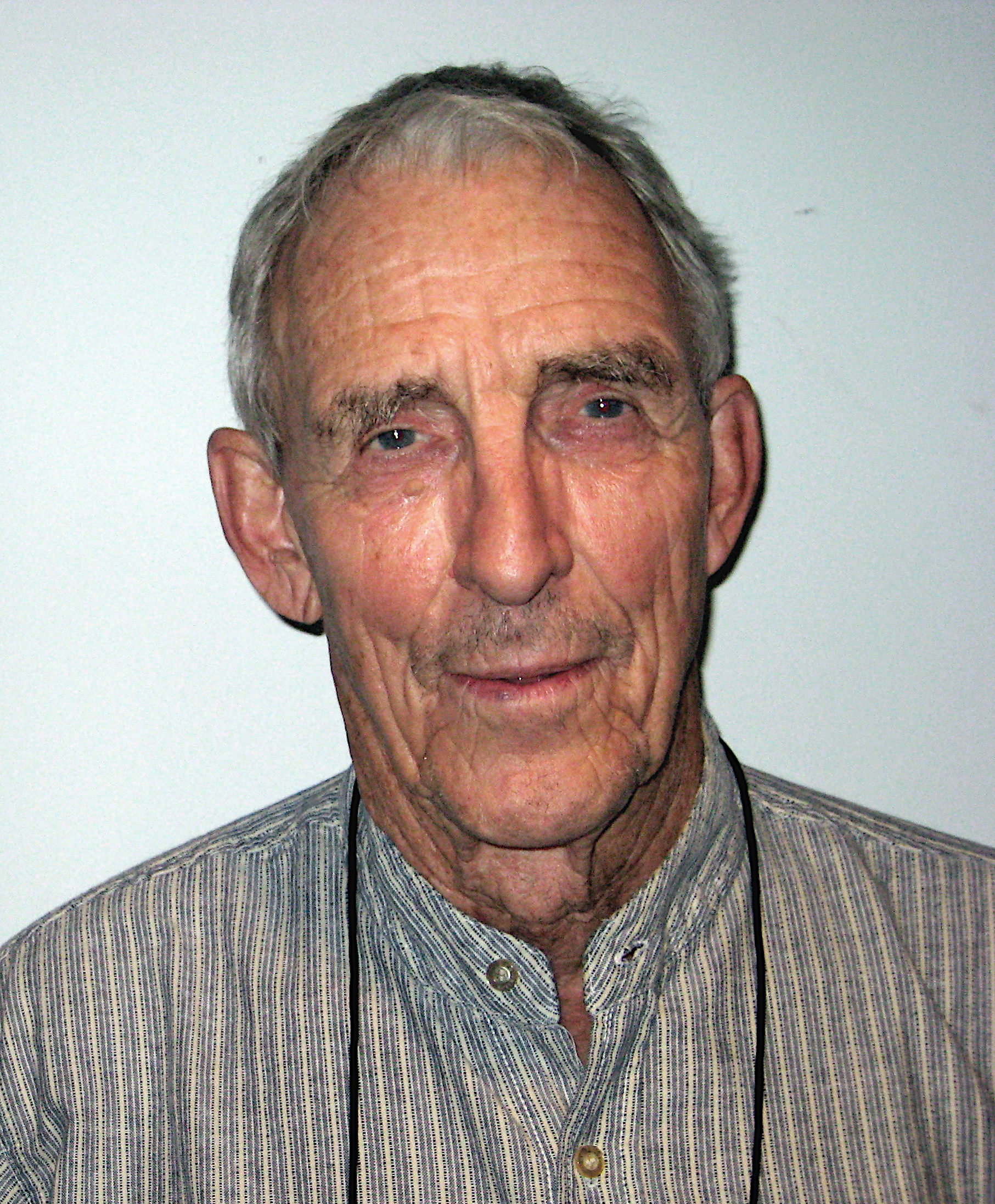
2008年的彼得·馬西森

彼得·馬西森（英語：Peter Matthiessen，1927年5月22日—2014年4月5日），是一名美国小说家、自然学家、作家。他因小说《雪豹》、《疯马的精神》。
2014年4月5日，他因白血病死于纽约州，享年86岁。